# هوانغشان
هوانغشان (بالصينية المبسطة: 黄山؛ بالصينية التقليدية: 黃山) هي مدينة من مدن الصين. يبلغ ارتفاع المدينة عن سطح البحر قرابة 1864 متر.

## معرض صور

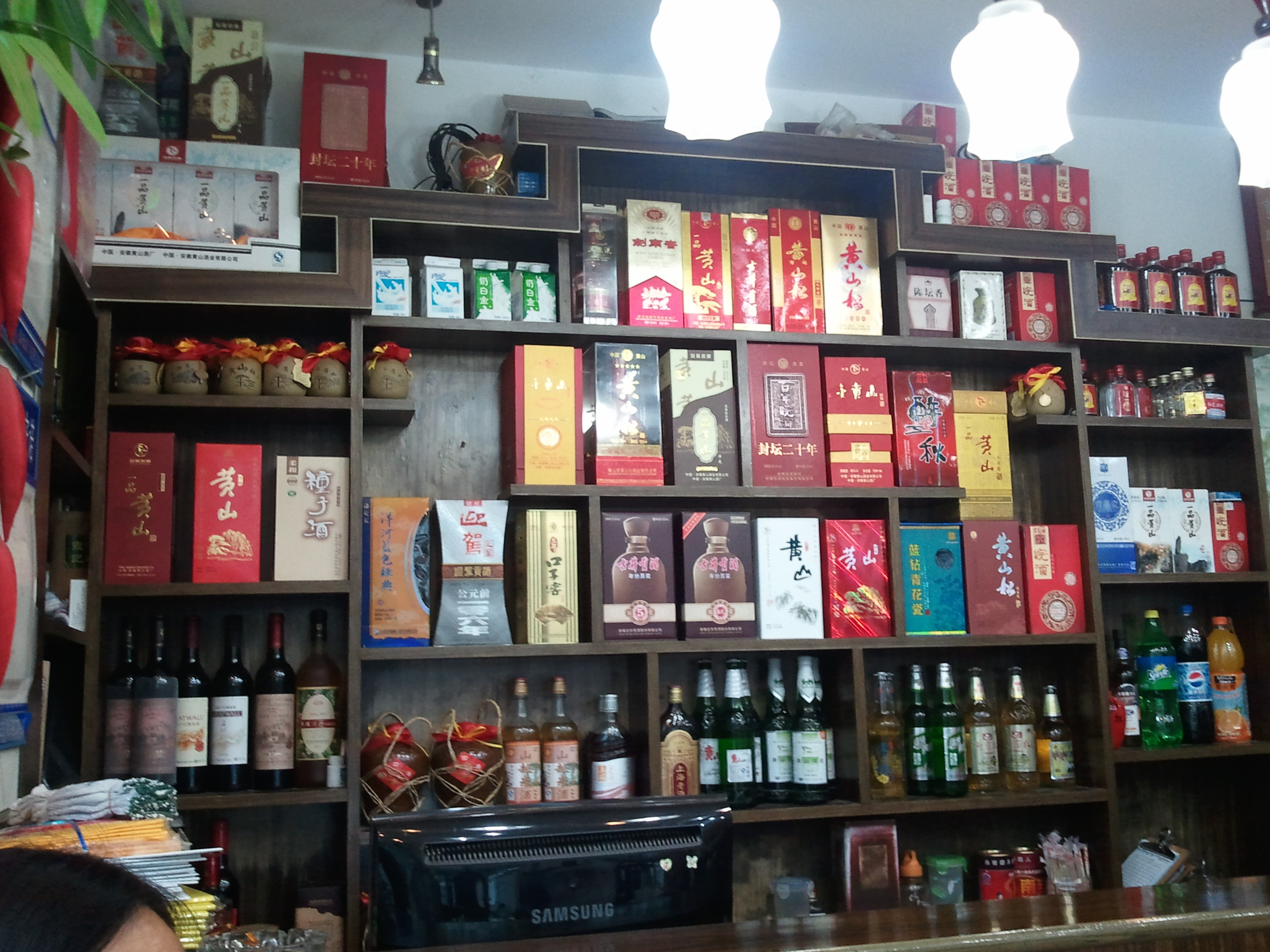
هوانغشان-جيوجيا-جيو
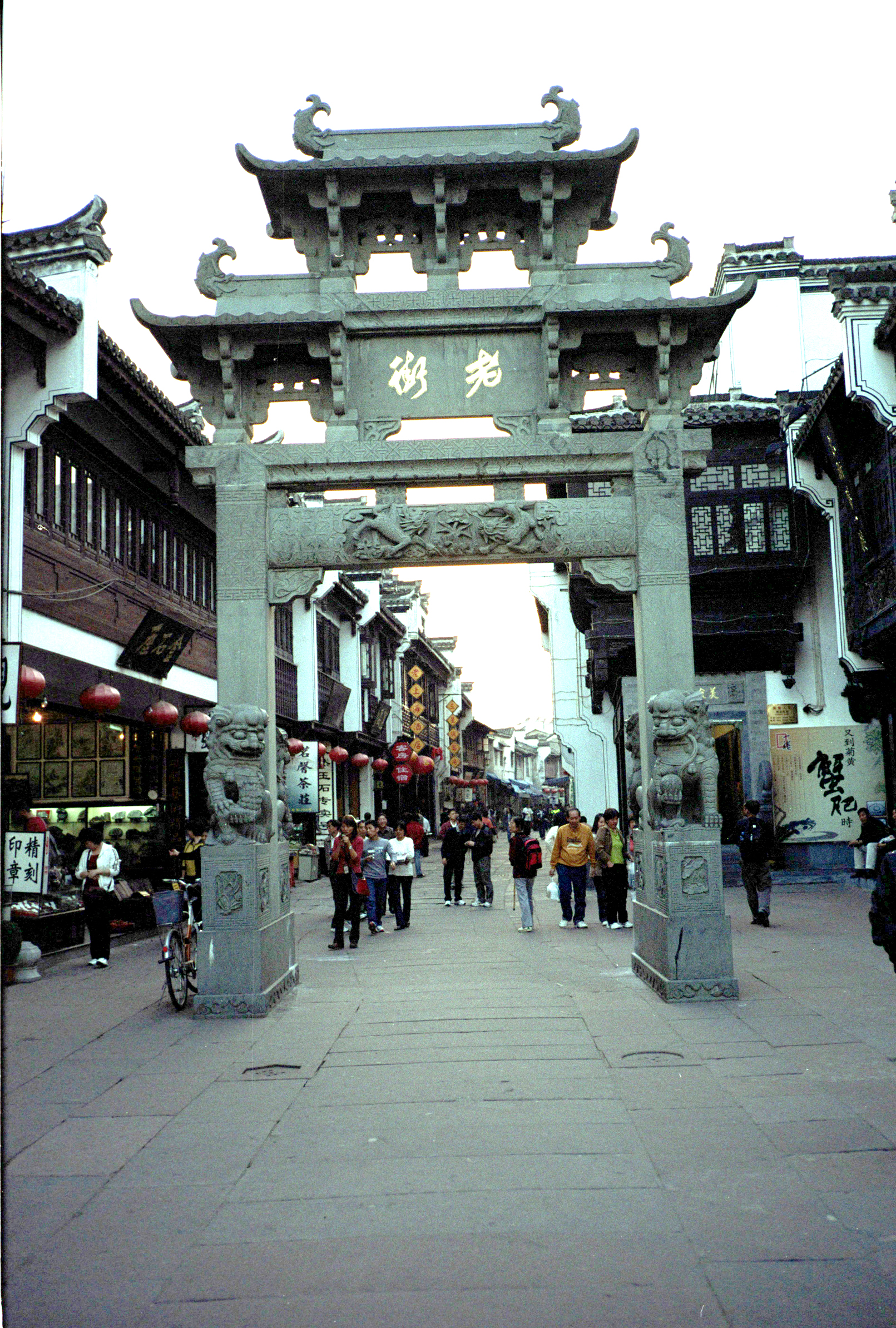
بوابة قديمة في المدينة
جسر تشونغ منطقة هوانغشان، مدينة هوانغشان في الصين
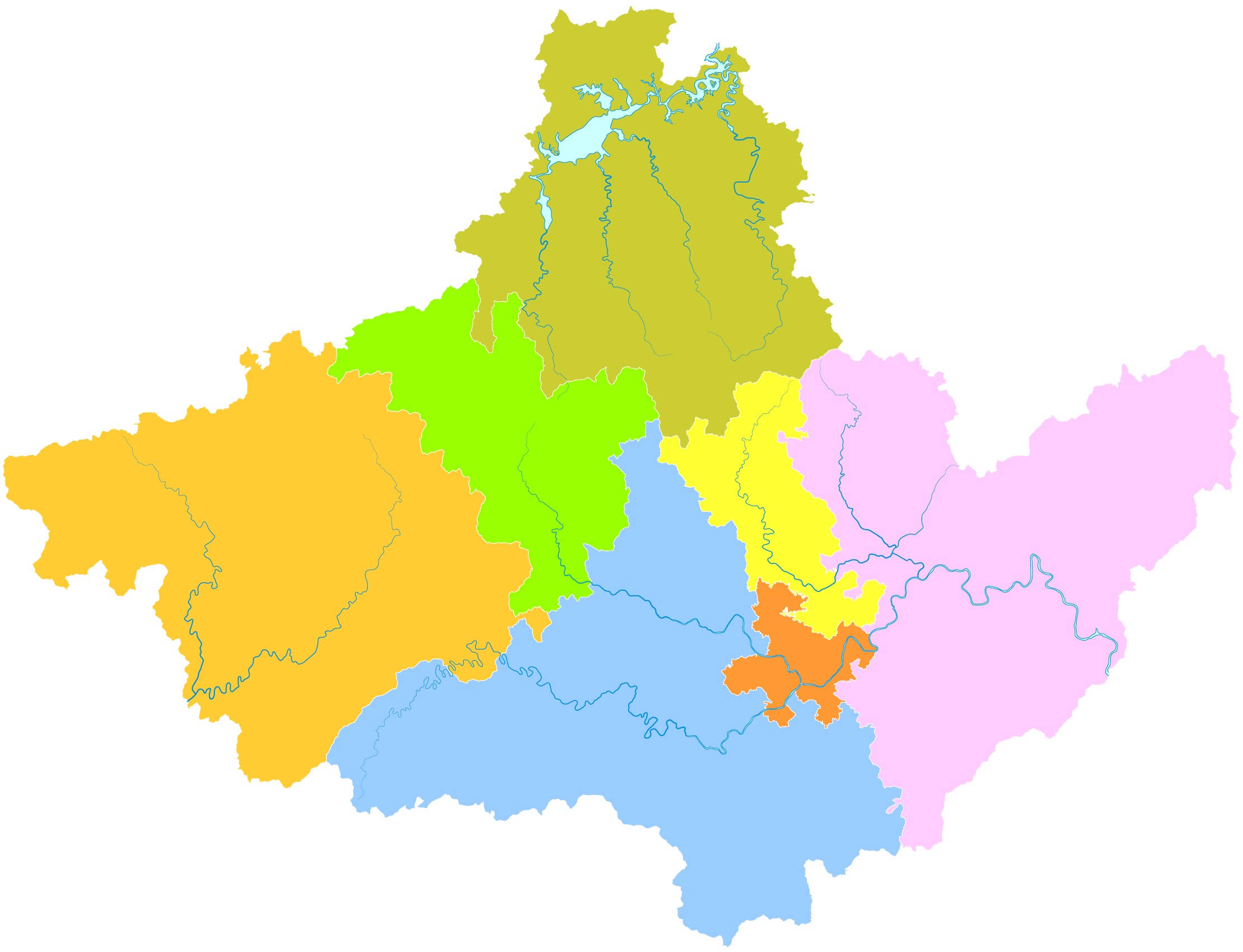
التقسيم الإداري مدينة هوانغشان
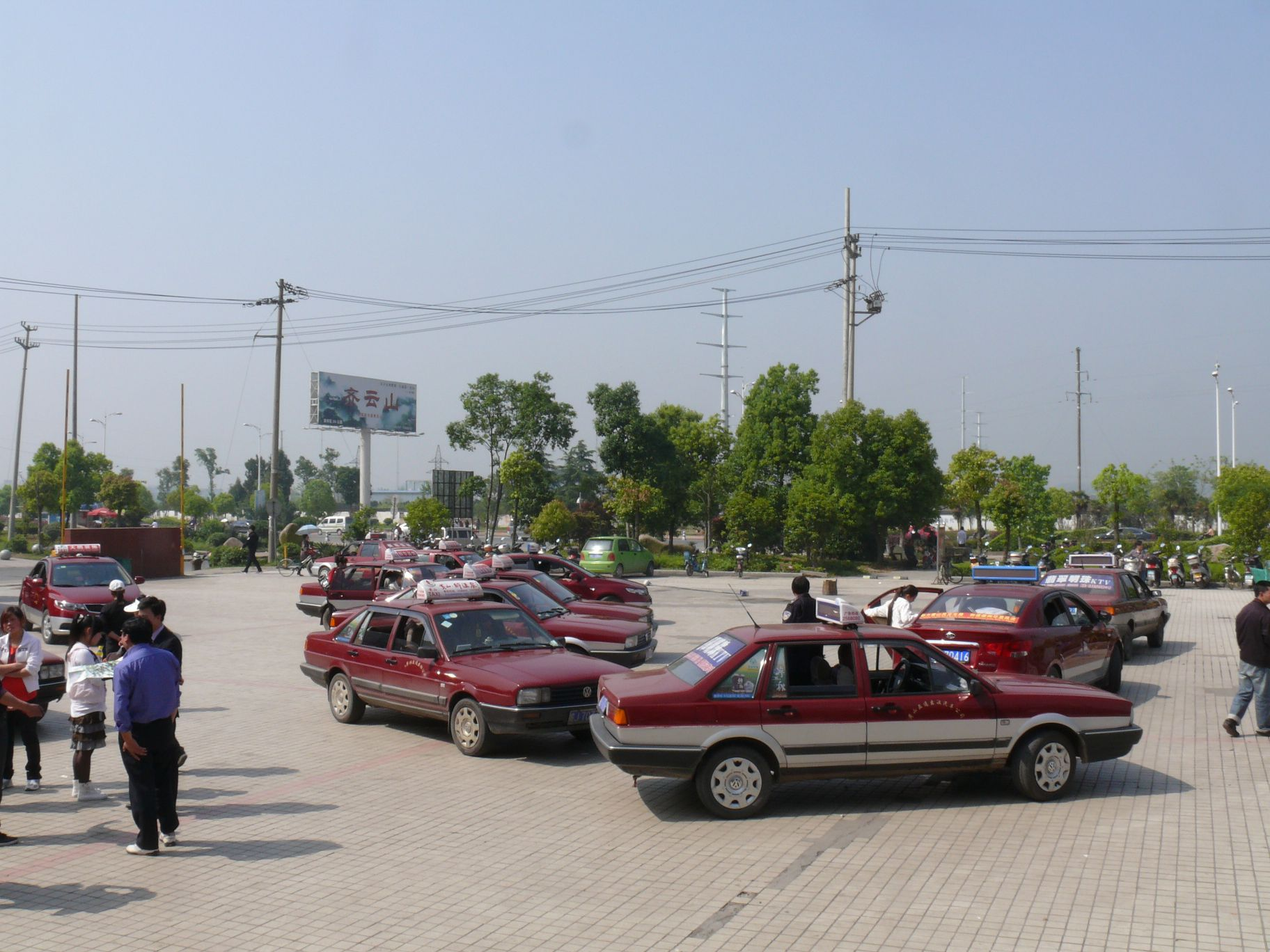
محطة نقل عام هوانغشان

## توأمة
لهوانغشان اتفاقيات توأمة مع:
- إنترلاكن